# Sarah Voss
Sarah Voss (Fráncfort del Meno, 21 de octubre de 1999) es una deportista alemana que compite en gimnasia artística. Ganó una medalla de bronce en el Campeonato Europeo de Gimnasia Artística de 2022, en la prueba por equipos.

## Palmarés internacional
| Campeonato Europeo | Campeonato Europeo | Campeonato Europeo | Campeonato Europeo   |
| Año                | Lugar              | Medalla            | Prueba               |
| ------------------ | ------------------ | ------------------ | -------------------- |
| 2022               | Múnich (Alemania)  | Medalla de bronce  | Concurso por equipos |